# T-dak

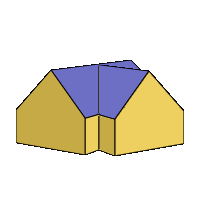
Schematische weergave van een T-dak

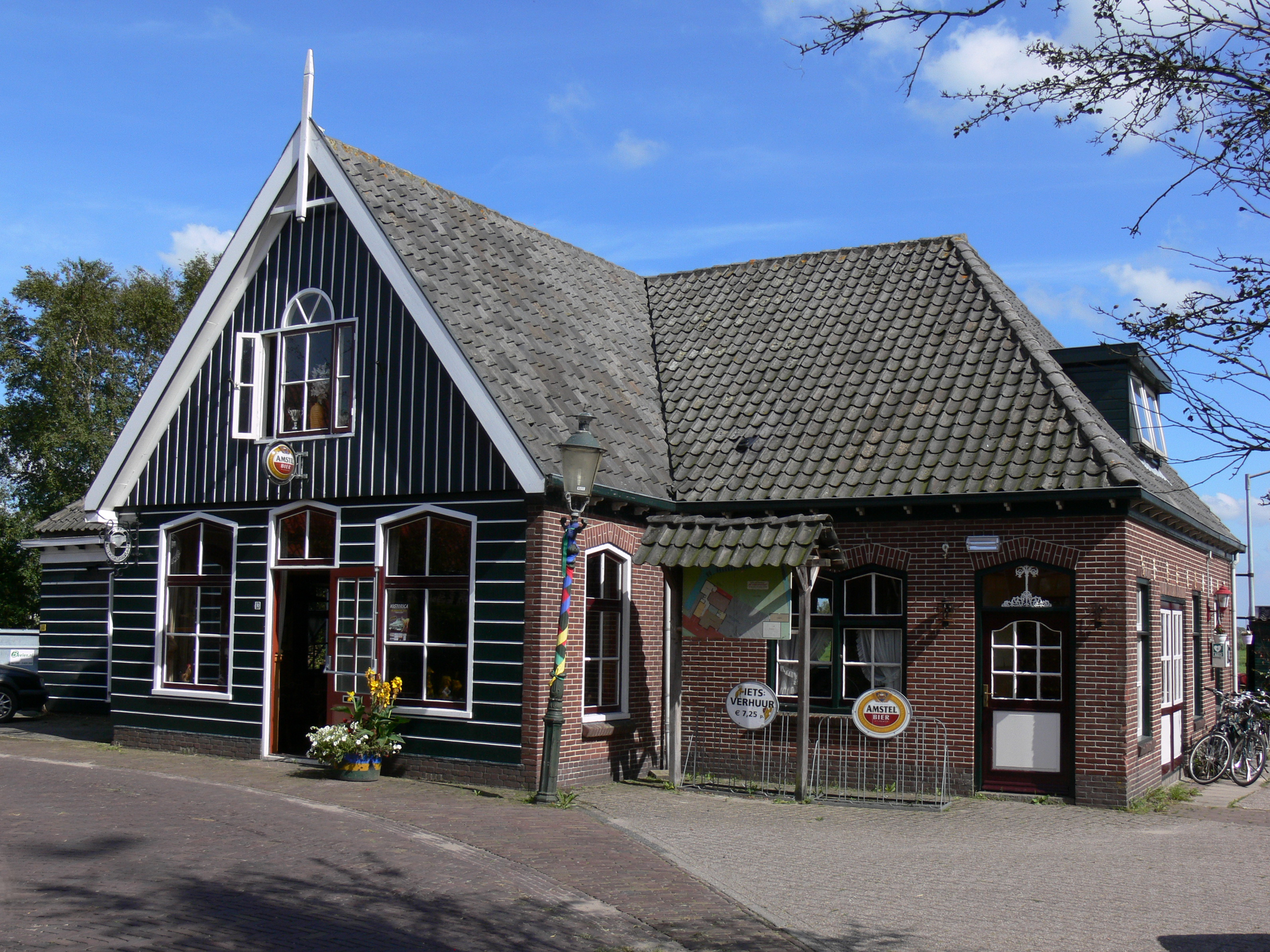
Woonhuis met T-dak in Driehuizen

Een T-kap is een dakconstructie waarbij de ene kap uitkomt op een andere kap en die ene kap dan eindigt. De nokken van de twee kappen staan haaks op elkaar en ontmoeten elkaar op gelijke hoogte waardoor ze een T vormen. 
Een zadeldak met een steekkap is geen T-dak, omdat de nokken niet op gelijke hoogte uitkomen.